# كارين شيريل
كارين شيريل (بالفرنسية: Karen Cheryl)‏ هي مقدمة برامج إذاعية ومقدمة تلفزيونية ومغنية وممثلة فرنسية، ولدت في 19 يوليو 1955 في فرنسا.

## وصلات خارجية
- كارين شيريل على موقع IMDb (الإنجليزية)
- كارين شيريل على موقع ألو سيني (الفرنسية)
- كارين شيريل على موقع ميوزك برينز (الإنجليزية)
- كارين شيريل على موقع ديسكوغز (الإنجليزية)
- كارين شيريل على موقع قاعدة بيانات الفيلم (الإنجليزية)
- كارين شيريل على موقع كينوبويسك (الروسية)